# Béré
Béré è un dipartimento del Burkina Faso classificato come comune, situato nella provincia di Zoundwéogo, facente parte della regione del Centro-Sud.
Il dipartimento si compone del capoluogo e di altri 20 villaggi: Bougoumbarga, Boularé, Boulghin, Bounomtoré, Douré, Goghin, Gonse, Kondrin, Koulwoko, Luilli-Nobere, Mandié, Mazoara, Nacombogo, Roambanka, Sidtenga, Signonghin, Siguivoussé, Sondré, Yackin, Yorgo.